# Ciucani, Bacău
Ciucani (în maghiară Csík) este un sat în comuna Răcăciuni din județul Bacău, Moldova, România.